# Jérôme Jeannet
Jérôme Jeannet (Fort-de-France, 1977. január 26. –) olimpiai, világ- és Európa-bajnok francia párbajtőrvívó. Öccse, Fabrice Jeannet szintén olimpiai, világ- és Európa-bajnok párbajtőrvívó.